# Nicolás Mejía
Nicolás Mejía (* 11. Februar 2000 in Bogotá) ist ein kolumbianischer Tennisspieler.

## Karriere
Mejía konnte auf der ITF Junior Tour bis auf Rang 4 der Welt klettern. Besonders im Doppel war er erfolgreich. So erreichte er 2018 an der Seite des Tschechen Ondřej Štyler in Wimbledon das Finale, im Oktober desselben Jahres stand er mit María Camila Osorio Serrano im Finale des Mixed-Wettbewerbs bei den Olympischen Jugendspielen. Bei den Zentralamerika- und Karibikspielen gewann er zudem zwei Bronzemedaillen. Seine größten Titel waren die Turniersiege beim Trofeo Bonfiglio und Abierto Juvenil Mexicano, auch jeweils im Doppel. Sein größter Erfolg im Einzel war das Erreichen des Halbfinals im Wimbledon 2018, als er Jack Draper in einem mehr als vier Stunden dauernden Match im dritten Satz mit 15:17 unterlag. So weit wie Mejía war noch kein anderer Kolumbianer in Wimbledon gekommen. Ende 2018 endete seine Juniorenkarriere.
Er spielte zunächst bei den Profis auf der ITF Future Tour, wo ihm schon 2018 der erste Titelgewinn gelang. Im September wurde er das erste Mal in die kolumbianische Davis-Cup-Mannschaft berufen und verlor sein Match gegen den Argentinier Horacio Zeballos, das ohnehin nicht mehr entscheidend für den Ausgang der Begegnung war. 2019 gewann Mejía im Einzel zwei weitere Titel; im Doppel gewann er vier Turniere. In der Folgezeit, auch bedingt durch die Spielpause infolge der COVID-19-Pandemie, konnte er keine Turniere mehr gewinnen, spielte aber fortan auch häufiger bei Turnieren der ATP Challenger Tour. Hier gelang ihm im Doppel 2019 in Panama-Stadt der Einzug ins Doppel-Halbfinale. Im Einzel zog er 2021 in Salinas ins Finale ein, woraufhin er in der Tennisweltrangliste seinen Höchstwert von Platz 382 aufstellte. Das Finale ging gegen Nicolás Jarry verloren. Im Doppel war sein Rekordhoch 2019 mit Rang 345.

## Erfolge
| Legende (Anzahl der Siege) |
| Grand Slam                 |
| ATP Finals                 |
| ATP Tour Masters 1000      |
| ATP Tour 500               |
| ATP Tour 250               |
| ATP Challenger Tour (4)    |

### Einzel

#### Turniersiege
| Nr. | Datum          | Turnier         | Belag | Finalgegner | Ergebnis       |
| --- | -------------- | --------------- | ----- | ----------- | -------------- |
| 1.  | 31. März 2024  | San Luis Potosí | Sand  | Matías Soto | 6:1, 5:7, 6:2  |
| 2.  | 27. April 2025 | Savannah        | Sand  | Liam Draxl  | 2:6, 6:2, 7:63 |

### Doppel

#### Turniersiege
| Nr. | Datum        | Turnier  | Belag | Partner         | Finalgegner                       | Ergebnis         |
| --- | ------------ | -------- | ----- | --------------- | --------------------------------- | ---------------- |
| 1.  | 14. Mai 2022 | Coquimbo | Sand  | Guillermo Durán | Diego Hidalgo Cristian Rodríguez  | 6:4, 1:6, [10:7] |
| 2.  | 9. Juli 2022 | Bogotá   | Sand  | Andrés Urrea    | Ignacio Monzón Gonzalo Villanueva | 6:3, 6:4         |